# 赤阪清隆

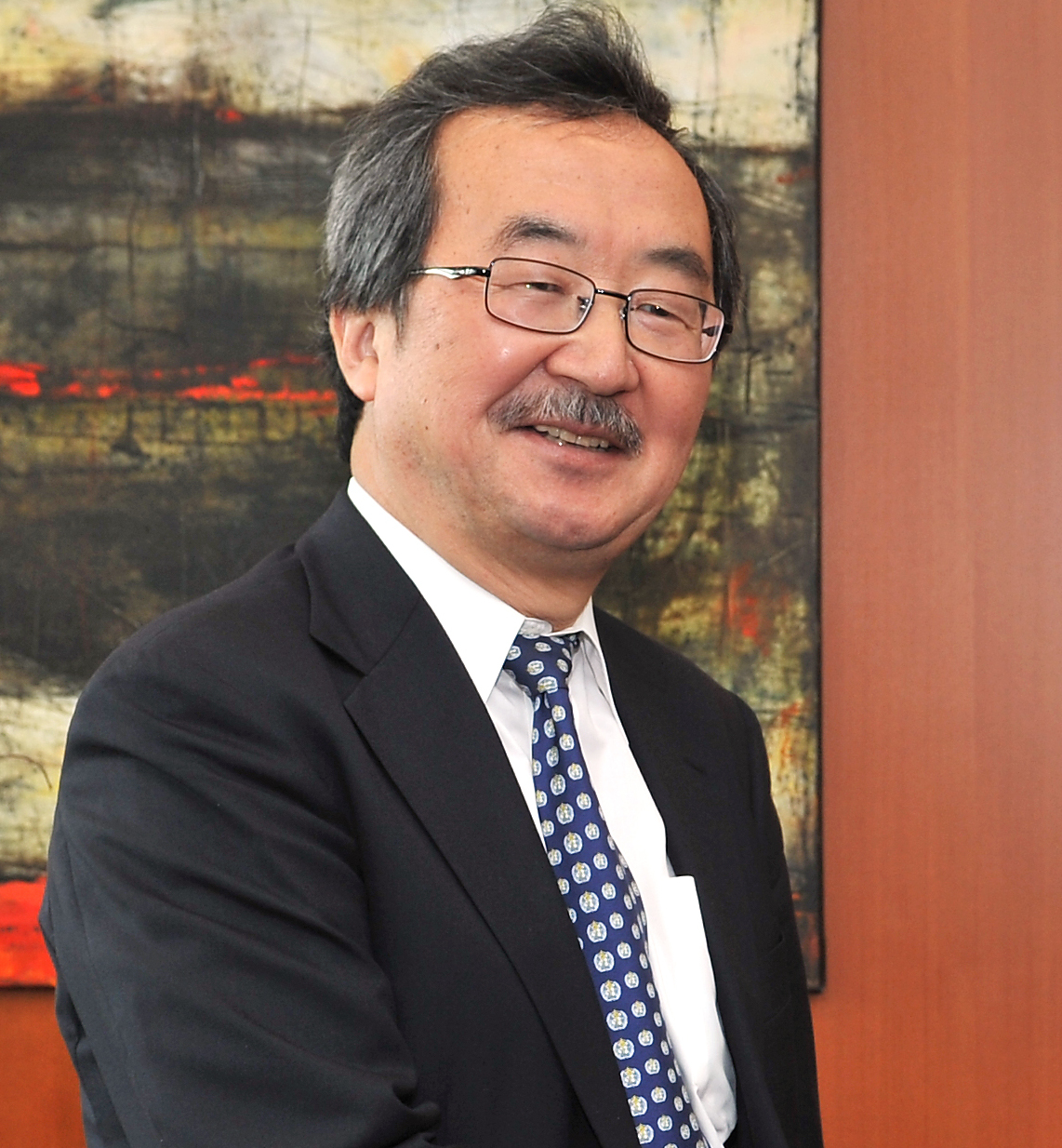
2011年6月

赤阪 清隆（あかさか きよたか、1948年〈昭和23年〉8月24日 - ）は、日本の外交官。公益財団法人フォーリン・プレスセンター理事長。国際連合の元広報担当事務次長。
2007年2月、潘基文国際連合事務総長により広報担当事務次長に指名され、広報局 (Department of Public Information) のヘッドとして、情報戦略、コミュニケーション、ニュース、メディア、アウトリーチ、情報管理、国連ダグ・ハマーショルド図書館などの活動を持ち、世界中の国連広報センターを統括した。

## 略歴
大阪府出身。大阪府立富田林高等学校を卒業（19期）し京都大学に入学。1970年（昭和45年）9月、外務省公務員採用上級試験に合格。1971年3月、京都大学法学部を卒業し翌4月、外務省に入省。以後、
- 1982年（昭和57年） - 7月、在マレーシア日本国大使館 一等書記官
- 1984年（昭和59年） - 11月、ジュネーヴ国際機関日本政府代表部 一等書記官
- 1988年（昭和63年） - 1月、関税及び貿易に関する一般協定 (GATT) 事務局（スイス国ジュネーヴ）
- 1992年（平成4年） - 1月、ジュネーヴ国際機関日本政府代表部 参事官。大臣官房文化交流部文化第一課長
- 1993年（平成5年） - 8月、ジュネーヴ国際機関日本政府代表部 参事官 世界保健機関事務局（スイス国ジュネーヴ）
- 1997年（平成9年） - 7月、ジュネーヴ国際機関日本政府代表部 公使。8月 - 大臣官房外務参事官兼総合外交政策局国際社会協力部
- 1998年（平成10年） - 4月、大臣官房審議官兼総合外交政策局国際社会協力部
- 2000年（平成12年） - 4月、国際連合日本政府代表部 大使
- 2001年（平成13年） - 10月、サン・パウロ日本国総領事館 総領事（2003年（平成15年）4月 在サンパウロ日本国総領事館となる）
- 2003年（平成15年） - 8月、経済協力開発機構 (OECD) 事務局（フランス国パリ）事務次長
- 2007年（平成19年） - 2月、潘基文国際連合事務総長により広報担当国連事務次長（広報局長）に指名される[2]。

2012年（平成24年）3月末、国連事務次長を退任。同年8月、公益財団法人フォーリン・プレスセンター理事長。
2023年（令和5年）4月、瑞宝中綬章受章。

## 人物
2003年から2007年まで、経済協力開発機構 (OECD) 事務局事務次長として、開発、環境、持続可能な開発目標 (Sustainable Development Goals: SDGs)、他の国際機関とのパートナーシップの構築と持続というようなテーマに取り組んだ。
1997年から2000年まで、大臣官房外務参事官（審議官）兼総合外交政策局国際社会協力部として、気候変動枠組条約締約国会議での京都議定書に関する運用ルール等について交渉にあたった。
それ以前にも国際機関の内外で豊富な経験を持ち、1988年から1991年まで関税と貿易に関する一般協定 (GATT) 事務局で、また1993年から1997年まで世界保健機関 (WHO) 事務局に勤務した。
その経験を基に、2019年（令和元年）に国際原子力機関 (IAEA) 事務局長の天野之弥が亡くなって以降、日本人の国際機関トップ不在の現状を憂い、1988年中嶋宏が日本人として初めて国際機関トップに選ばれたことを思い出して、WHOを再び目指すべきだと主張。中国が続々と国際機関に進出している現在、「国際機関に冷淡とされる米国も世界銀行やユニセフを絶対に手放さない。日本もそういう組織があってよいはずです」と産経新聞に語り、「だからこそ政府が戦略を持ち一丸となって臨む必要がある」と訴えている。
そのほか、ケンブリッジ大学トリニティ・カレッジから経済学修士の学位を授与された。
共著としてThe GATT and the Uruguay Round Negotiations、The Cartagena Protocol on Biosafetyなどがある。また雑誌や新聞に貿易、環境、持続可能な開発などに関する論文を多数発表してきている。

## 同期
- 海老原紳（08年駐イギリス大使）
- 橋本逸男（09年東北大学公共政策大学院教授・04年駐ブルネイ大使・02年駐ラオス大使）
- 須田明夫（09年軍縮会議日本政府代表部大使・06年国際テロ対策担当大使・03年駐スリランカ大使）
- 桂誠（07年駐比大使・04年駐ラオス大使）
- 楠本祐一（11年関西担当大使・09年駐ポーランド大使・04年駐ウズベキスタン大使）
- 島内憲（06年駐ブラジル大使・04年駐スペイン大使）
- 小島高明（10年国際テロ対策担当担当大使・07年駐オーストラリア大使・04年駐シンガポール大使）
- 横田淳（12年経済担当大使兼イラク復興支援等調整担当大使・09年駐ベルギー大使・06年国際貿易・経済担当大使・04年駐イスラエル大使）
- 三田村秀人（10年駐ニュージーランド大使・07年駐ザンビア大使）
- 野呂元良（08年駐マラウイ大使）
- 皆川一夫（11年駐ウガンダ大使）
- 佐藤正晴（12年駐ニカラグア大使）